# Vladislav Zvara
Vladislav Zvara (Spišská Nová Ves, 11 december 1971) is een voormalig profvoetballer uit Slowakije. Hij speelde als middenvelder gedurende zijn gehele carrière in zijn vaderland Slowakije.

## Interlandcarrière
Zvara kwam in totaal 30 keer (nul doelpunten) uit voor het Slowaaks voetbalelftal in de periode 1994-2000. Hij maakte zijn debuut op 2 februari 1994 in de vriendschappelijke wedstrijd in Sharjah tegen de Verenigde Arabische Emiraten, die met 1-0 werd gewonnen dankzij een doelpunt van de latere bondscoach Vladimír Weiss. Zvara trad in het eerste officiële duel van Slowakije sinds de vreedzame ontmanteling van Tsjecho-Slowakije na 75 minuten aan als vervanger van Ľubomír Faktor.

## Erelijst
1. FC Košice
- Slowaaks landskampioen

1997, 1998
- Slowaaks bekerwinnaar

1997